# 堂島村 (福島県耶麻郡)
堂島村（どうじまむら）は福島県耶麻郡にあった村。現在の喜多方市塩川町の西部にあたる。

## 地理
- 河川: 日橋川、濁川

## 歴史
- 1889年（明治22年）4月1日 - 町村制の施行により、天沼村、吉沖村、四奈川村、大田木村、会知村、遠田村の区域をもって発足。
- 1954年（昭和29年）7月1日 - 塩川町、姥堂村、駒形村と合併し、改めて塩川町が発足。同日堂島村廃止。